# Храм Радхи-Кришны (Лондон)
Храм Ра́дхи-Кри́шны в Ло́ндоне (англ. The Radha-Krishna Temple) — храм Международного общества сознания Кришны (ИСККОН) в лондонском квартале Сохо. Храм, посвящённый Радхе и Кришне, был основан в 1969 году учениками Бхактиведанты Свами Прабхупады с финансовой поддержкой Джорджа Харрисона. Это был первый храм Радхи-Кришны в Европе. Храм служит местом поклонения для тысяч британских индуистов.
В 1969 году кришнаиты Храма Радхи-Кришны в Лондоне вместе с Джорджем Харрисоном создали музыкальный коллектив Radha Krishna Temple, выпустивший первый в истории музыки поп-альбом санскритских мантр The Radha Krsna Temple и два хит-сингла — «Hare Krishna Mantra» и «Govinda».

## История
Храм был открыт в 1969 году американскими кришнаитами-учениками Бхактиведанты Свами Прабхупады при содействии Джорджа Харрисона и Тома Дриберга. В том же году во время своего первого визита в Великобританию Прабхупада провёл в храме торжественный обряд установки божеств Радхи-Кришны, которым он дал имя «Шри Шри Радха-Лондонишвара».
Первоначально храм располагался в квартире в жилом квартале в центре Лондона по адресу 7 Bury Place. В начале 1970-х годов в муниципальный совет стали поступать жалобы от соседей на шум от проводимых в храме ритуалов и на неудобства из-за большого количества приходивших в храм верующих. В результате в 1974 году муниципальный совет принял решение, запрещающее кришнаитам осуществлять культовую деятельность на территории храма и обязующее ИСККОН преобразовать храм в офис. В ответ на это ИСККОН мобилизовал поддержку индийских индуистов, проживавших в Лондоне, и начал кампанию в защиту права на осуществление религиозного поклонения в храме. Кампания потерпела неудачу, и в 1979 году ИСККОН принял решение переместить храм в новое, находившееся неподалёку помещение в квартале Сохо.